# Europsko prvenstvo u rukometu za žene – Danska 1996.
Europsko prvenstvo u rukometu za žene 1996. se održalo od 6. do 15. prosinca 1996. u Danskoj.

## Konačni poredak
1. Danska
2. Norveška
3. Austrija
4. Njemačka
5. Rumunjska
6. Hrvatska
7. Rusija
8. Švedska
9. Ukrajina
10. Mađarska
11. Poljska
12. Litva